# Oxford Classical Texts
Oxford Classical Texts (OCTs), ou Scriptorum Classicorum Bibliotheca Oxoniensis (Bibliothèque oxonienne des écrivains classiques) est une collection publiée par Oxford University Press.  
Elle comprend des textes des littératures grecque et latine, comme l’Odyssée d'Homère et l’Énéide de Virgile, en langue originale et avec un apparat critique.  
Les œuvres scientifiques et mathématiques, comme les Éléments d'Euclide, ne sont généralement pas représentées. Ces ouvrages étant à la base destinés aux étudiants avancés de la littérature classique, la préface et les notes sont traditionnellement rédigées en latin (ainsi, les ouvrages sont rédigés du début à la fin dans les deux langues classiques), et aucune traduction ou note explicative n'est introduite. Plusieurs volumes récents, le premier en date étant l'édition de Sophocle de 1990 de Hugh Lloyd-Jones et Wilson, ont rompu avec la tradition, et présentent des introductions écrites en anglais (l'apparat critique demeurant écrit en latin). Plus de 100 volumes ont été publiés. 

## Sources
- (en) Cet article est partiellement ou en totalité issu de l’article de Wikipédia en anglais intitulé « Oxford Classical Texts » (voir la liste des auteurs).